# Mercedes-Benz R129
Mercedes-Benz R129 — легковой спортивный автомобиль компании Mercedes-Benz, 4-е поколение SL-класса, пришедшее на замену Mercedes-Benz R107 и выпускавшееся с 1989 по 2001 год. В 2002 году уступил место своему наследнику в лице Mercedes-Benz R230.
Mercedes-Benz R129 выпускался в виде двухдверного родстера с автоматизированной (электрогидравлической) матерчатой крышей с возможностью ручного демонтажа. Помимо стандартной линейки двигателей автомобиль был представлен в вариантах с модернизированными агрегатами высокой мощности: SL55 AMG, SL60 AMG, SL70 AMG и SL73 AMG.

## История

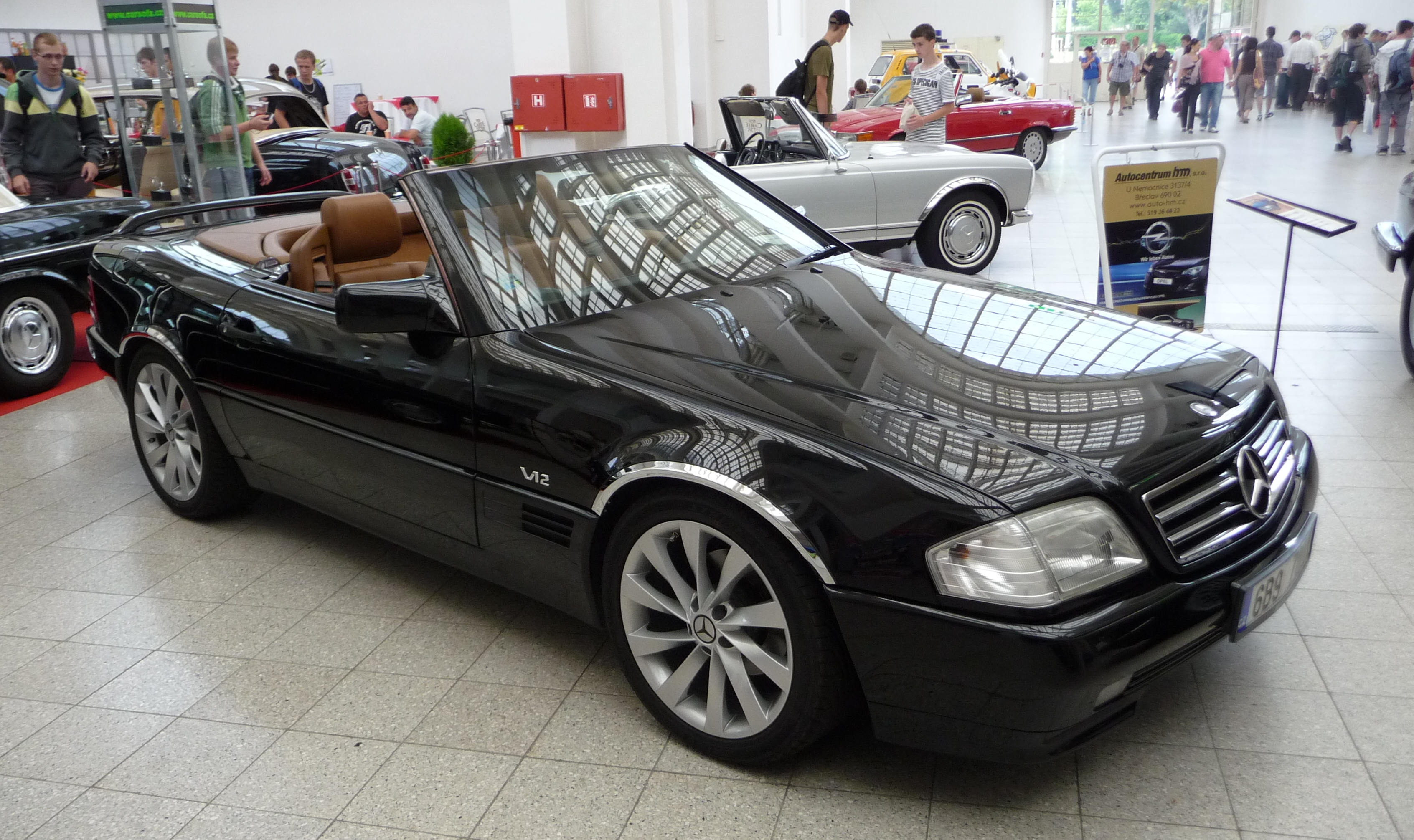
320 SL (R129), 1994

Разработка дизайна для наследника Mercedes-Benz R107 была начата ещё в 1984 году. Основой для будущего автомобиля послужила модель W124 с укороченным днищем кузова. В новом поколении SL-класса постарались применить все самые передовые технологии того времени, такие как электронно управляемое демпфирование и скрытая, автоматическая защитная дуга. Устаревший задний мост с независимой подвеской колёс R107 уступил место многорычажной подвеске в R129. Большое число систем автомобиля сделали электронными — сиденья, зеркала, стеклоподъёмники и складной верх.
Новый SL-класс был представлен на Женевском автосалоне в 1989 году. С того же года начался и серийный выпуск модели Mercedes-Benz R129. Первоначально автомобиль выпускался в трёх вариантах:
- 300 SL с 3-литровым двигателем M103 (12-клапанный SOHC), 140 кВт / 190 л.с. при 5700 об/мин
- 300 SL-24 с 3-литровым двигателем M104 (24-клапанный DOHC), 170 кВт / 231 л.с. при 6300 об/мин
- 500 SL с 5-литровым двигателем V8 M119 (32-клапанный (4 на цилиндр) DOHC), 240 кВт / 326 л.с. при 5500 об/мин

В отличие от предшественника, производство R129 было налажено на заводах в Бремене вместо Зиндельфингена. Отклик покупателей поступил достаточно быстро и компания смогла спланировать скорость и количество производства на ближайшие годы.

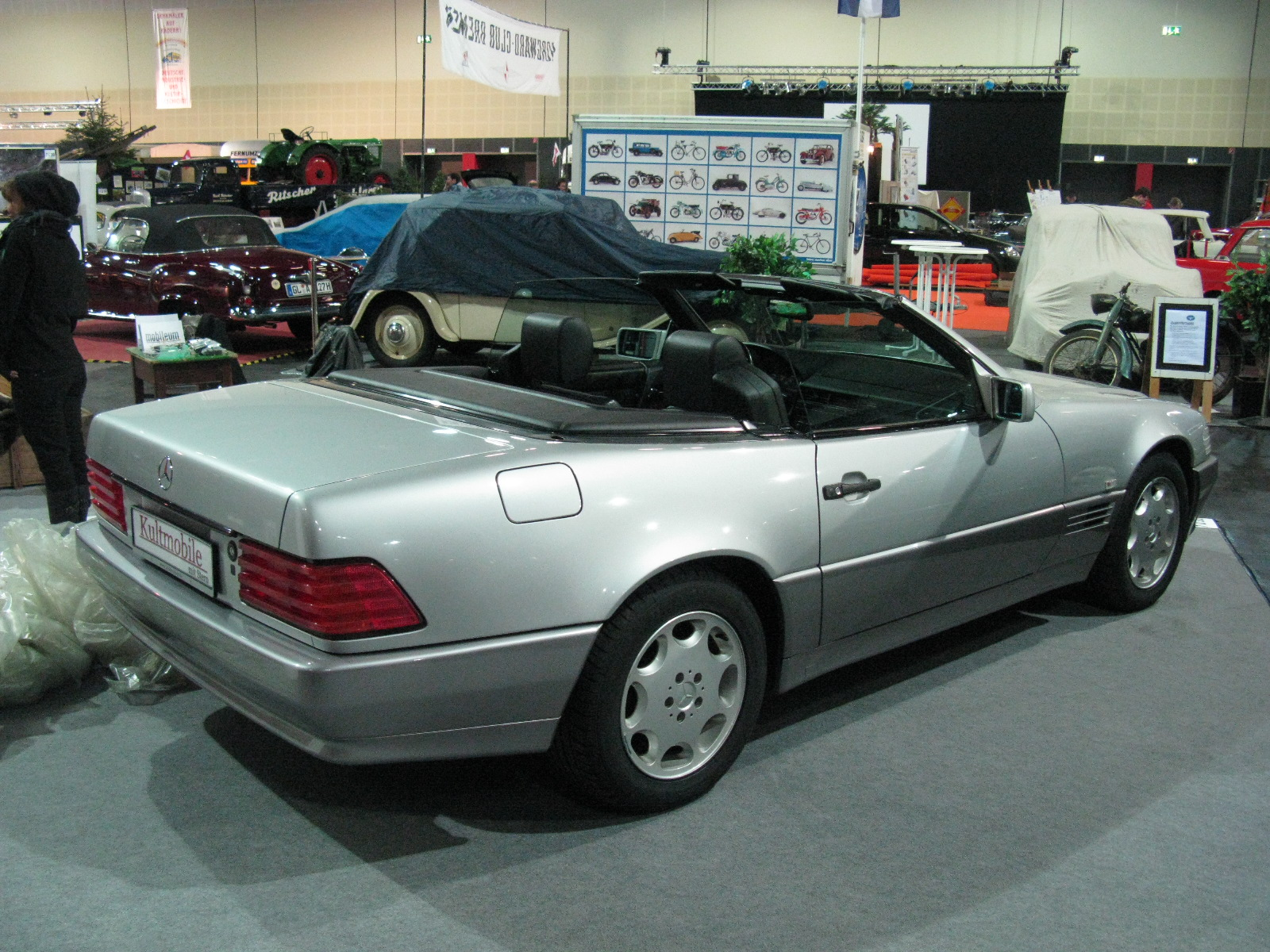
SL320, вид сзади

В 1991 году был представлен автомобиль с 6-литровым V12 двигателем — 600 SL. В том же году двигатель 300 SL-24 был доработан и переименован в 320 SL.
Едва ли через год после выпуска нового поколения SL-класса R129 был удостоен международной награды за дизайн (англ. Car Design Award). Автомобиль отбирался комиссией из одиннадцати членов жюри, состоящих из журналистов из десятка различных стран, при содействии представителя города Турин и одного из регионов Пьемонта.
В июле 1992 года добавился ещё одна модель SL600 с 6-литровым двигателем V12 M120 (48-клапанов DOHC), 290 кВт / 394 л.с. при 5200 об/мин. Все автомобили оснащались на выбор или 5-ступенчатой механической, или 4-5-ступенчатой автоматической коробкой передач (V8 и V12 двигатели оснащались только 4-ступенчатой гидравлической коробкой).
В 1993 году был произведён первый рестайлинг для модельного ряда 1994 года. Это в первую очередь связано с общей заменой классификации автомобилей, выпускаемых маркой Mercedes-Benz. Так, например, модель 500 SL стала именоваться SL500. SL300 был заменён на:
- SL280 с 2.8-литровым двигателем M104 (24-клапанный DOHC), 145 кВт / 197 л.с. при 5500 об/мин
- SL320 с 3.2-литровым двигателем M104 (24-клапанный DOHC), 161 кВт / 220 л.с. при 5500 об/мин

Время от времени компания выпускала специальные издания SL-класса, такие как Милле Милья или Серебряная стрела.
В 1994 году автомобиль R129 снова получил обновление. Одометр стал электронным, был добавлен портативный сотовый телефон с голосовым набором (опционально). Стандартом для всех моделей серии стала акустическая система Bose с задними колонками и сабвуфером. Для США были добавлены прозрачные передние индикаторы сигнала поворота.
Уже через год автомобиль снова подвергся модификации, на этот раз достаточно серьёзной: обновились передние крылья (2 круглых слота вместо 3 квадратных), бампер стал окрашиваться в цвет кузова, двигатели V8 и V12 оснастили 5-ступенчатой коробкой передач 5G-Tronic (вместо старой гидравлической 4-ступенчатой), стандартом для модели SL600 стали ксеноновые HID фары (опционально для SL500), добавились боковые подушки безопасности. Автомобиль был представлен на Франкфуртском автосалоне.
В 1996 году R129 получил ещё одно капитальное обновление. Впервые на нём начали устанавливать панорамную крышу. Кроме того были внесены следующие изменения:
- новый датчик обнаружения пассажира на переднем сиденье;
- спорт-пакет стал опциональным;
- автоматические стеклоочистители с датчиком дождя стали стандартом для всех моделей;
- в зеркало заднего вида встроили программируемую систему HomeLink для открывания дверей гаража;
- старая панель климат-контроля была заменена на новую с жидкокристаллическим дисплеем;
- дистанционное управление использует двойной инфракрасный (IR) и радио (RF) интерфейсы.

Фары с ксеноновыми газоразрядными лампами, впервые представленные на E-классе, также стали доступны для R129. Новые фары стали в два раза мощнее, чем привычные галогенные, и обеспечивали лучшее освещение дороги. Динамическая регулировка светового луча позволяла не ослеплять водителей на встречной полосе движения. Обновление также получил круиз-контроль.

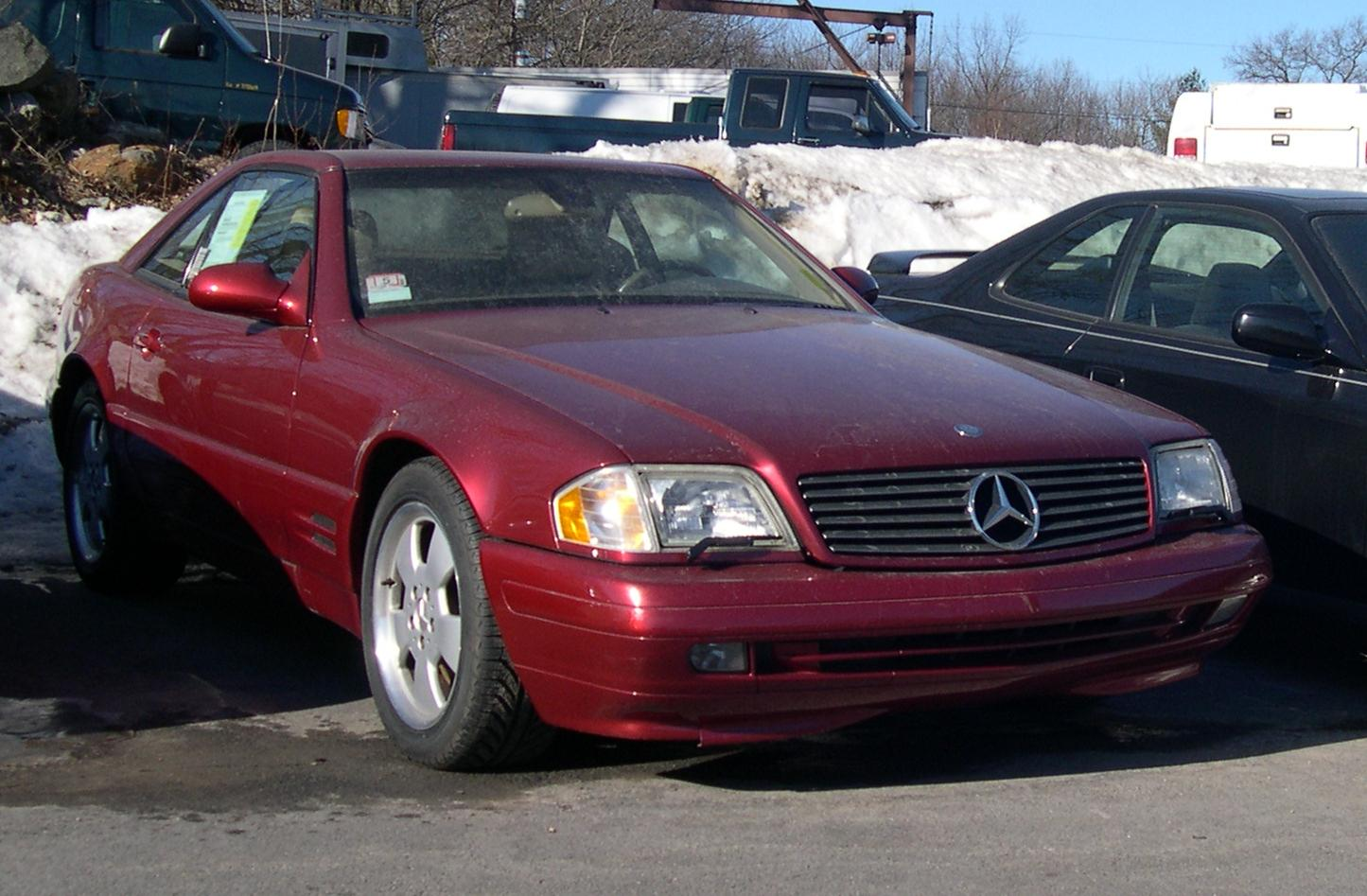
SL500, 1999 год

Последний серьёзный фейслифтинг был проведён в 1998 году для модельного ряда 1999 года. Благодаря ему V8 двигатели M119 были заменены M113, перфорированные кожаные сиденья сменились на мягкие из кожи наппа, ручки открытия дверей окрасили в цвет кузова, в качестве стандарта на автомобиль установили 17-дюймовые легкосплавные диски с шинами 245/45Z R17 (спорт-пакет включал 8-дюймовые передние и 9-дюймовые задние диски с шинами 245/40 и 275/35 соответственно). Кроме того, была установлена новая функция Tip-start, панель приборов обзавелась серебряными кольцами вокруг каждого элемента, манометр давления масла заменил показатель температуры масла, автоматическая блокировка на левой задней части салона, где располагался сабвуфер акустической системы, была убрана. Новые овальные выхлопные трубы и круглые боковые зеркала подчеркнули спортивный внешний вид автомобиля. 
Следующие двигатели были обновлены:
- SL280 с 2.8-литровым двигателем M104 (24-клапанный DOHC), 150 кВт / 204 л.с. при 5700 об/мин
- SL320 с 3.2-литровым двигателем M104 (24-клапанный DOHC), 165 кВт / 224 л.с. при 5600 об/мин
- SL500 с 5-литровым двигателем, 225 кВт / 306 л.с. при 5600 об/мин

1 января 1999 года концерн DaimlerChrysler приобрёл 51% акций тюнинг-ателье AMG и переименовал его в собственное подразделение Mercedes-AMG. В 1993 году был выпущен первый мощный автомобиль AMG — Mercedes-Benz SL60 AMG (6.0-литровый V8 М119, 280 кВт / 381 л.с.), который выпускался вплоть до 1998 года. За ним последовали автомобили SL 55 AMG и топовая версия SL73 AMG. Для стандартных моделей стал доступен AMG-пакет с противотуманными фарами, интегрированными в бампер, и большими легкосплавными дисками (диаметр: 45.72 см).
В июле 2001 года на смену автомобилю Mercedes-Benz R129 пришла новая модель R230. Всего за 13 лет было выпущено 204 940 единиц спорткара R129 (213 089 с учётом новых версий и специальных серий).

## Описание

### Габариты
Колёсная база автомобилей SL300, SL500 и SL600 составляла 2515 мм. Вес варьировался от года: SL300 (1800 кг в 1989 году, 1855 в 1994 году), SL500 (1880 кг в 1989 году, 2188 кг в 1999 году), SL600 (2020 кг).
Объём багажника составлял 224 л. Вместимость бака — 80 л.

### Экстерьер

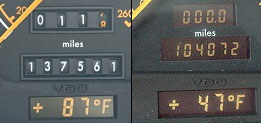
Электронный одометр вместо механического, 1994-1995

Главным дизайнером R129 выступил Бруно Сакко. Стильный, гармоничный внешний вид без излишеств достигался благодаря немного клиновидному кузову, расширенным колёсным аркам, круто срезанному ветровому стеклу, умело смоделированной задней части и алюминиевым легкосплавным дискам. Новый автомобиль SL-класса по-особенному интерпретировал традиционную форму решётки радиатора, интегрировав в неё символическую звезду Mercedes-Benz, дополненную горизонтальными полосами из анодированного алюминия.
Благодаря проработанной нижней части кузова и прохождению воздушного потока через специальные отсеки на капоте автомобиля коэффициент аэродинамического сопротивления Cx составил 0.32 (с установленной жёсткой крышей). При отсутствии крыши (кабриолет) и с закрытыми боковыми окнами это значение равно 0.40.
Недавно разработанная электрогидравлическая тканевая крыша, являющаяся стандартом для всех моделей серии, крайне удобна с точки зрения эксплуатации. При помощи переключателя в течение 30 секунд крыша откидывается и складывается в специальный отсек. При желании она может быть вовсе удалена. Одновременно с этим опускаются боковые окна и защитная дуга, после чего они возвращаются на место. Развёрнутая крыша плотно прилегает со всех сторон к кузову автомобиля, не позволяя воздуху проникать в салон и создавать воздушную подушку. Электричество для работы мягкого откидного верха обеспечивается электрическим приводом гидравлического насоса, расположенного в углублении для запасного колеса. Движение осуществляется при помощи 17 реле. Гидравлическая система имеет 15 цилиндров давления и одиннадцать электромагнитных клапанов.
Стандартная жёсткая крыша в данной модели делается из алюминия и весит всего 34 килограмма, что меньше в сравнении с предшественником на 10 кг. Облегчённая конструкция и широкое использование высокопрочной листовой стали позволило создать кузов весом 405 килограммов, что всего лишь на 20 кг больше, чем R107, несмотря на существенные улучшения со стороны безопасности.
Электрически управляемые окна и электро-пневматический центральный замок являются стандартным оборудованием всей модельной линейки R129 SL-класса.
Элементы экстерьера автомобиля R129 1990—1995 годов представляли собой:
- Фары ближнего света с омывателями и дворниками.
- Съёмная жёсткая крыша с электрическим подогревом заднего стекла.
- Адаптивная система демпфирования (ADS) (стандартно для SL600, опционально для SL500).
- Съёмный ветряной дефлектор.
- Легкосплавные диски (1994—1995).
- ASR.

### Интерьер

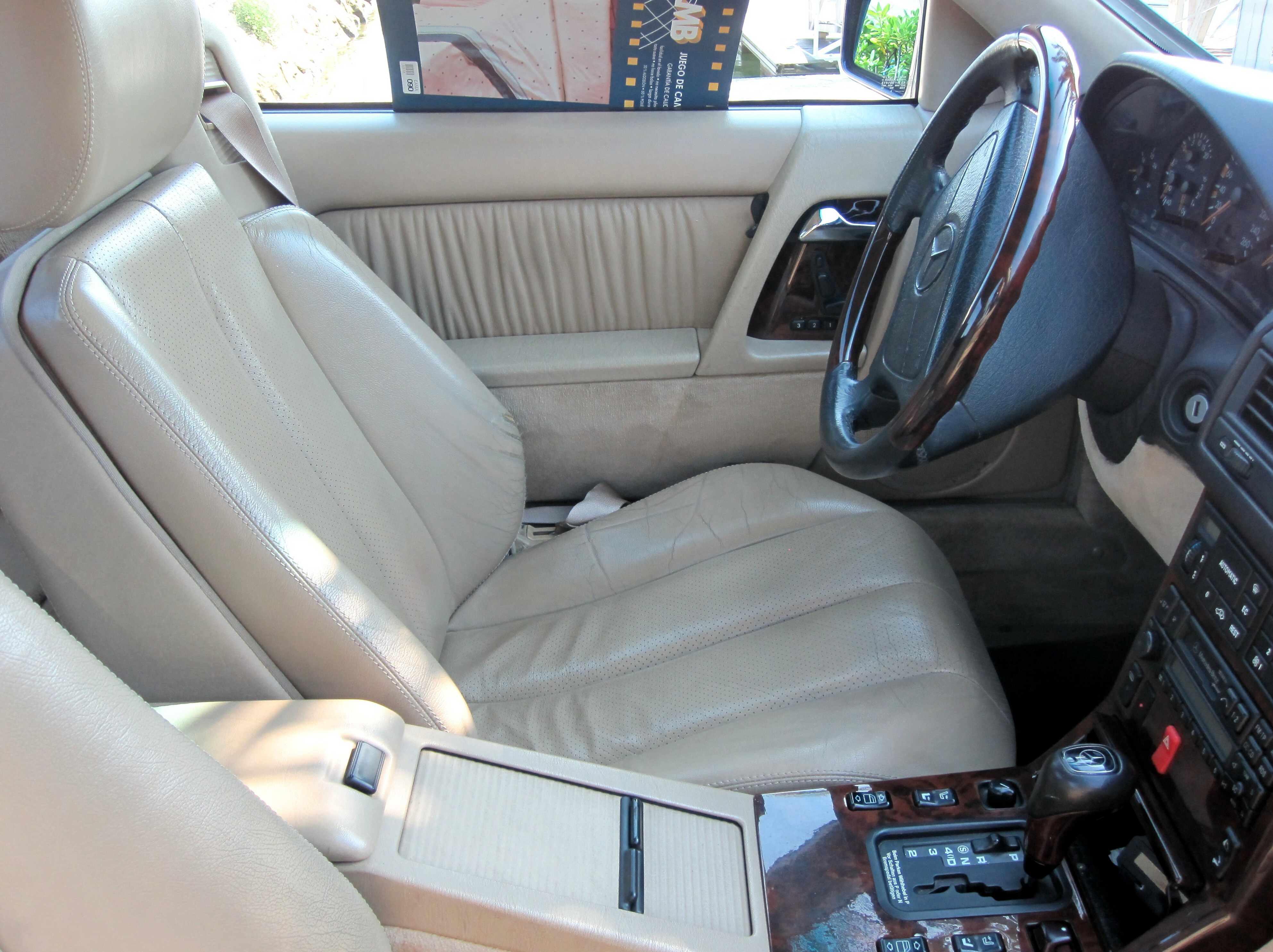
Интерьер 320SL (R129)

Элементы интерьера автомобиля R129 1990—1995 годов представляли собой:
- Кожаная обивка.
- Автоматический климат-контроль.
- Зеркало заднего вида с автоматическим затемнением.
- Электронные сидения с памятью.
- Аудиосистема, навигация.
- Акустическая система Bose (1994).
- Подушки безопасности.
- SRS подушка безопасности водителя.
- Подушка безопасности переднего пассажира (1991).
- Автоматическая защитная дуга.

Защитная дуга раскрывалась за 0.3 секунды. Боковые зеркала и зеркало заднего вида полностью электронные, с функцией памяти. Центральный замок защищал автомобиль от вторжения. Кожаные сиденья, выполненные из специального материала и спроектированные для безопасности пассажиров, приводились в движение электроприводами и поддерживали функцию памяти. Установленные на них ремни безопасности также контролировались электронно.
Рулевое колесо, установленное в автомобиле R129, являлось телескопическим. При открытии водительской двери руль отстранялся, предоставляя человеку больше пространства для удобной посадки.

### Двигатели
| Модель               | Двигатель          | Рабочий объём см3 | Мощность л.с. / об/мин | Крутящий момент Н·м / об/мин | Масса (кг) | Макс. скорость км/ч | Ускорение до 100 км/ч сек. | Потребление топлива (л/100 км) | Годы производства |
| -------------------- | ------------------ | ----------------- | ---------------------- | ---------------------------- | ---------- | ------------------- | -------------------------- | ------------------------------ | ----------------- |
| SL280                | M104 E28 (104.943) | 2799              | 193/5500               | 273/3750                     | 1760       | 230                 | 10.2                       | 11.1                           | 07/93—08/95       |
| SL280                | M104 E28 (104.943) | 2799              | 193/5500               | 273/3750                     | 1.830      | 230                 | 10.2                       | 11.1                           | 09/95-06/98       |
| SL280                | M112 E28 (112.925) | 2799              | 204/5700               | 270/ 3000-5000               | 1.830      | 232                 | 9.5                        | 12.1                           | 06/98—06/01       |
| 300SL                | M103 E30 (103.984) | 2960              | 190/5700               | 260/4500                     | 1650       | 228                 | 9.3                        | 12                             | 03/89—08/91       |
| 300SL                | M103 E30 (103.984) | 2960              | 190/5700               | 260/4500                     | 1.700      | 228                 | 9.3                        | 12                             | 09/91—06/93       |
| 300SL-24             | M104 E30 (104.981) | 2960              | 231/5500               | 272/4600                     | 1.740      | 240                 | 8.4                        | 12.3                           | 03/89—06/93       |
| SL320                | M104 E32 (104.991) | 3199              | 231/5600               | 315/3750                     | 1780       | 240                 | 8.4                        | 11.3                           | 06/93—08/95       |
| SL320                | M104 E32 (104.991) | 3199              | 231/5600               | 315/3750                     | 1850       | 240                 | 8.4                        | 11.3                           | 09/95—06/98       |
| SL320                | M112 E32 (112.943) | 3199              | 224/5600               | 315/ 3000-4800               | 1850       | 238                 | 8.4                        | 12.2                           | 06/98—07/01       |
| 500SL (SL500 с 1993) | M119 E50 (119.960) | 4973              | 326/5500               | 450/4000                     | 1770       | 250                 | 6.2                        | 13.2                           | 03/89—08/92       |
| 500SL (SL500 с 1993) | M119 E50 (119.972) | 4973              | 320/5600               | 470/3900                     | 1800       | 250                 | 6.2                        | 13.2                           | 09/92—06/93       |
| 500SL (SL500 с 1993) | M119 E50 (119.972) | 4973              | 320/5600               | 470/3900                     | 1910       | 250                 | 6.2                        | 12.4                           | 07/93—08/95       |
| 500SL (SL500 с 1993) | M119 E50 (119.982) | 4973              | 320/5600               | 470/3900                     | 1910       | 250                 | 6.5                        | 15.4                           | 09/95—06/98       |
| 500SL (SL500 с 1993) | M113 E50 (113.961) | 4966              | 306/5600               | 460/ 2700-4250               | 1890       | 250                 | 6.5                        | 13.4                           | 06/98—07/01       |
| 600SL (SL600 с 1993) | M120 E60 (120.981) | 5987              | 394/5200               | 570/3800                     | 1.980      | 250                 | 6.1                        | 15.5                           | 07/92—08/95       |
| 600SL (SL600 с 1993) | M120 E60 (120.983) | 5987              | 394/5200               | 570/3800                     | 2050       | 250                 | 6.1                        | 13.5                           | 09/95—05/01       |
| SL60 AMG             | M119 E60           | 5956              | 381/5500               | 580/3750                     | 1800       | 250                 | 5.6                        | 15.7                           | 09/93—12/95       |
| SL60 AMG             | M119 E60           | 5956              | 381/5500               | 580/3750                     | 1930       | 250                 | 5.8                        | 17.8                           | 03/96—05/98       |
| SL55 AMG             | M113 E55           | 5439              | 354/5500               | 530/3000                     | 1890       | 250                 | 5.9                        | 13.7                           | 05/99—07/01       |
| SL70 AMG             | M120 E70           | 7055              | 496                    | 720                          | -          | 250                 | -                          | -                              | 05/99—07/01       |
| SL73 AMG             | M297 E73           | 7291              | 525/5500               | 750/4000                     | 2050       | 250                 | 4.8                        | 18.3                           | 04/99—05/01       |

### Шасси

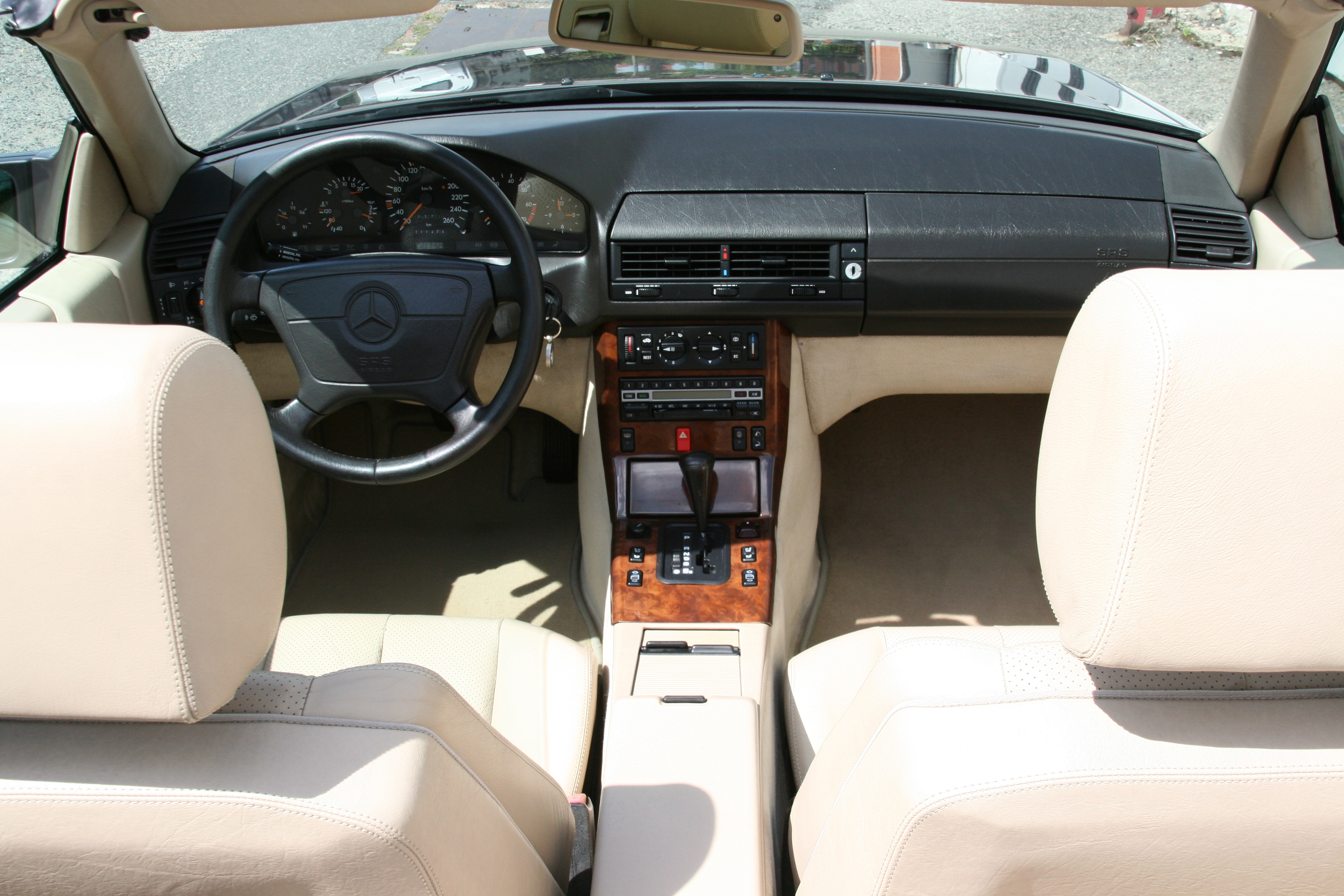
Интерьер 500 SL, 1993 год

Шасси нового R129 знакома по автомобилям Mercedes-Benz W201 и Mercedes-Benz W124. Независимые задняя и передняя подвески со стабилизаторами гарантировали отличные характеристики управляемости. Многие компоненты были адаптированы к изменившимся условиям сборки, нагрузке и загрузке автомобиля; геометрия оси была согласована с особыми требованиями ведущих характеристик и комфорта.
В качестве дополнительной вспомогательной системы была разработана инновационная технология, состоящая из 3 подсистем, и регулирующая подвеска в зависимости от характеристик движения. Данная система стала предшественником активной подвески, которая поступила в производство на автомобилях CL-класса 1999 года (C215).
Антиблокировочная система являлась частью стандартной конфигурации всех трёх первоначальных моделей серии. С сентября 1995 года система ESP стала доступна как опция для SL500 и как стандарт для SL600. С декабря 1996 года модели с 6-цилиндровыми двигателями также оснащались данной системой (в случае, если они оснащались автоматической коробкой передач).
Ещё одна система, повысившая активную безопасность автомобиля, стала стандартом для всех моделей R129 и Mercedes-Benz W140 с декабря 1996 года — Brake Assist (BAS). Данная технология распознаёт экстренное торможение и, в случае необходимости, автоматически развивает максимально возможное усилие, вне зависимости от реакции человека. Данная система позволила значительно снизить тормозной путь автомобиля. В начале апреля 1998 года электронная система стабилизации ESP была включена в пакет стандартного оборудования для моделей SL500 и SL60 AMG. В августе 1999 года она также стала стандартом для SL 280 и SL 320.

#### 1990–1995
Передняя подвеска независимая. Амортизационные стойки с отдельными спиральными пружинами и газовыми амортизаторами. Задняя подвеска независимая многорычажная с отдельными однотрубными газовыми амортизаторами.
Колёса представляют собой 8.0Jx16H2 легкосплавные алюминиевые диски. На них крепятся 225/55 ZR 16 радиальные шины.
Тормозная система 2-контурная гидравлическая с усилителем на всех 4 колёсах. Установлена антиблокировочная система.

#### 1996–1997
Монококовая конструкция кузова с передними и задними зонами деформации и съёмной жёсткой крышей.
Передняя подвеска независимая, амортизационные стойки с геометрией, препятствующей продольному наклону кузова при торможении. Отдельные амортизаторы и спиральные пружины. Задняя подвеска независимая многорычажная со стабилизаторами.
Колёса представляют собой 8.0Jx16H2 легкосплавные алюминиевые диски.
Тормозная система 2-контурная гидравлическая с усилителем на всех 4 колёсах. Вентилируемые передние и сплошные задние тормозные диски. Установлена антиблокировочная система.

## AMG модификации
До того, как тюнинг-ателье AMG стало официальным подразделением компании Mercedes-Benz, в его портфолио уже присутствовала модификация SL-класса — AMG 500 SL 6.0 1991 года.

### SL55 AMG
SL55 AMG в кузове R129 продавался с 1998 по 2001 год в ограниченном количестве. На нём устанавливался 5.4-литровый V8 двигатель мощностью в 354 л.с. (260 кВт) при 5500 оборотах в минуту. Разгон до 100 км/ч составлял 5.9 секунды. Максимальная скорость ограничивалась электроникой на отметке в 250 км/ч. Все компоненты автомобиля были специально модернизированы для высоких нагрузок.
Всего было произведено 55 автомобилей SL55 AMG.

### SL60 AMG

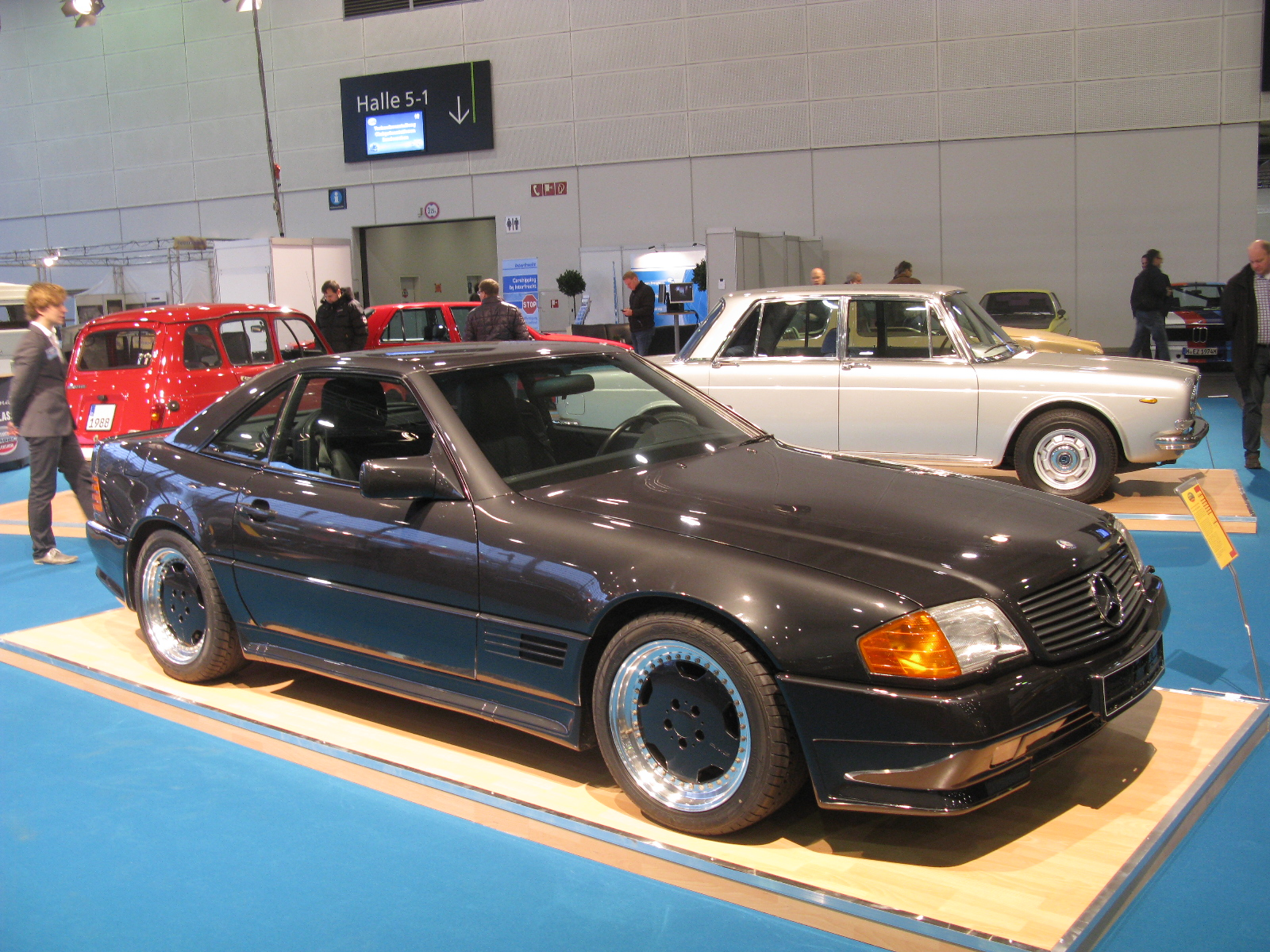
Mercedes-Benz SL60 AMG

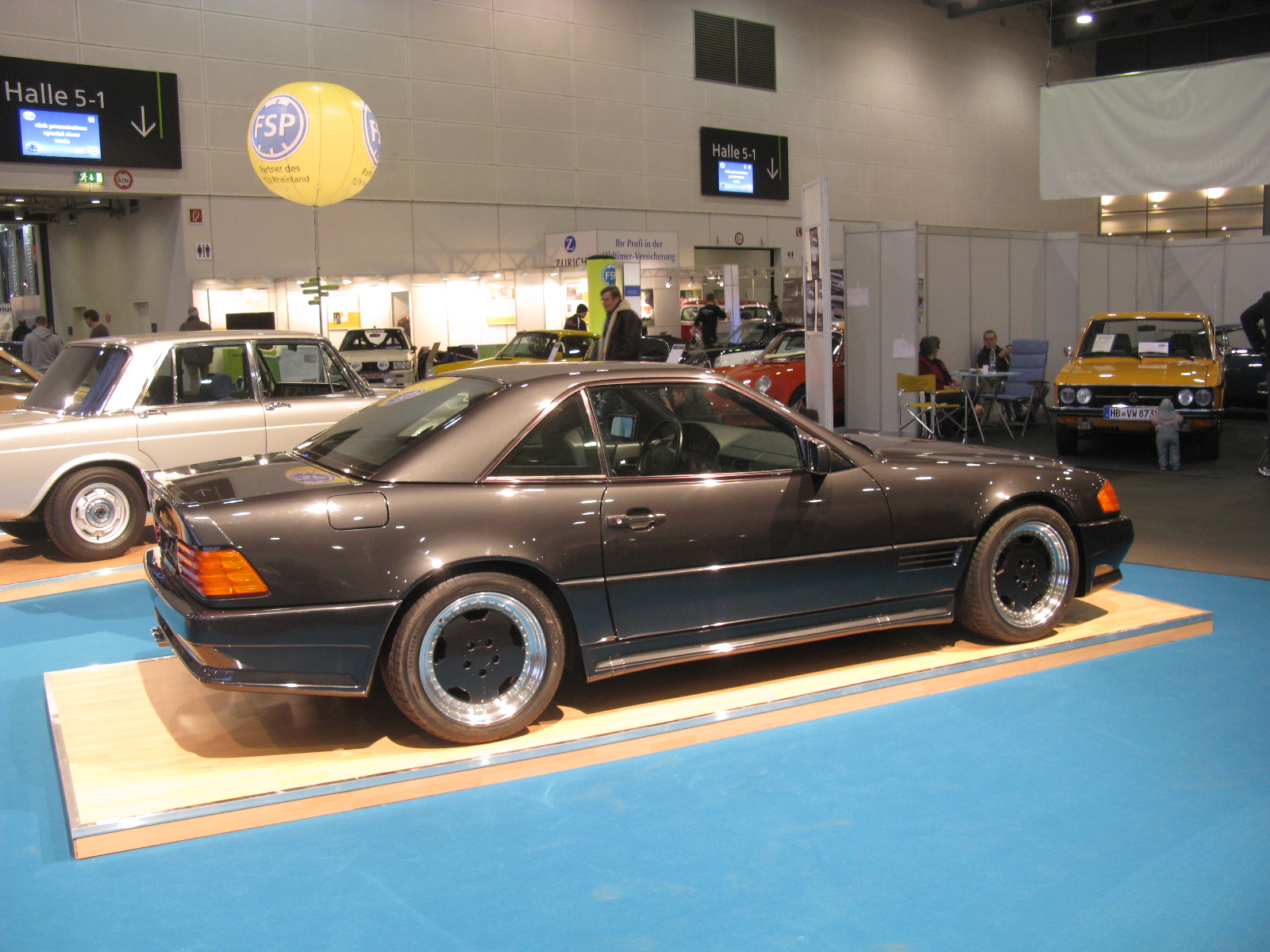
Вид сзади

Mercedes-Benz SL60 AMG является одним из редких автомобилей SL-серии, продававшихся в период с 1993 по 1998 год. С 1991 до 1993 года модель выпускалась под названием AMG 500 SL 6.0. Автомобиль оснащался 6-литровым V8 двигателем заявленной мощностью в 374 лошадиную силу при 5500 об/мин.
В начале 1990-х годов ещё независимое тюнинг-ателье AMG приняло решение выпустить доработанную версию модели Mercedes-Benz R129 SL-класса, которая была представлена широкой публике немецким концерном в 1989 году на Женевском автосалоне. В 1991 году была представлена версия AMG 500 SL 6.0. На автомобиль установили атмосферный двигатель M119 E60 в конфигурации V8 рабочим объёмом в 6,0 литра и мощностью в 275 кВт (374 л. с.) (тот же, что использовался на модели E500). Модернизации инженеров подверглись также подвеска, трансмиссия и некоторые детали кузова и ходовой части (в частности колёсные диски и шины). Скорость разгона автомобиля до 100 км/ч составляла 5,6 с, а максимальная скорость ограничивалась на отметке в 250 км/ч. Передачу мощности от силового агрегата к задним колёсам осуществляла 5-ступенчатая автоматическая трансмиссия. С 1993 года, когда уже был официально заключён партнёрский договор с компанией Mercedes-Benz, автомобиль был переименован в Mercedes-Benz SL 60 AMG.
В 1998 году в стандартную комплектацию SL 60 AMG включили систему ESP. В том же году в мае выпуск данной модели был прекращён, вместо неё до 2001 года выпускали Mercedes-Benz SL73 AMG с двигателем V12.

### SL70 AMG
Очень редкая версия SL70 AMG производилась в период между 1996 и 1997 годами. Автомобиль оснащался 7.0-литровым (7055 куб.см) двигателем V12, который развивал мощность в 496 л.с. (365 кВт) при 5500 об/мин и имел максимальный крутящий момент 720 Н·м при 3900 об/мин. Всего было произведено 150 единиц.

### SL73 AMG
Автомобиль Mercedes-Benz SL73 AMG был сконструирован инженерами подразделения Mercedes-AMG и обладал самым мощным двигателем V12, который когда либо присутствовал в автомобилях SL-класса. Его объём составлял 7300 см3, а мощность — 386 кВт (518 л.с.).

## Специальные издания
Между 1995 и 2001 годами было выпущено 17 специальных изданий SL-класса R129, выпущенных в количестве от 10 до 1515 единиц.

### Mille Miglia
В 1995 году компания Mercedes-Benz выпустила специальное издание R129 под названием Mille Miglia в ознаменование 40-й годовщины победы Стирлинга Мосса в 1955 года гонке Милле Милья. Ограниченное издание было доступно для моделей SL320 и SL500 и отличалось окраской в бриллиантовый серебряный металлик, наличием 6-спицевых полированных легкосплавных дисков Evo II, красно-чёрным кожаным салоном, отделкой из углеродного волокна и дополнительным оборудованием. Стирлинг Мосс стал первым, кто получил первый автомобиль SL500 Mille Miglia.
В 2000 году было переиздано дополнительно 12 единиц автомобилей серии Mille Miglia, а в 2001 — ещё 13 (на основе SL600).

### Silver Arrow
Специальное издание моделей SL500 и SL600 было выпущено в 2002 году в честь гоночного автомобиля Silver Arrow 1930-х годов. Серия включала двухцветное оформление салона, кожаные сиденья и рулевое колеса, а также специальные, особые колёса. Для рынка США было выпущено 100 моделей с двигателем SL600 и 1515 — SL500.

### Final Edition
Специальное издание, извещающее об окончании производства автомобилей R129. Было выпущено в 2000 году ограниченным тиражом в 674 единиц (все модели, за исключением SL55 AMG и SL73 AMG).

### Иные издания

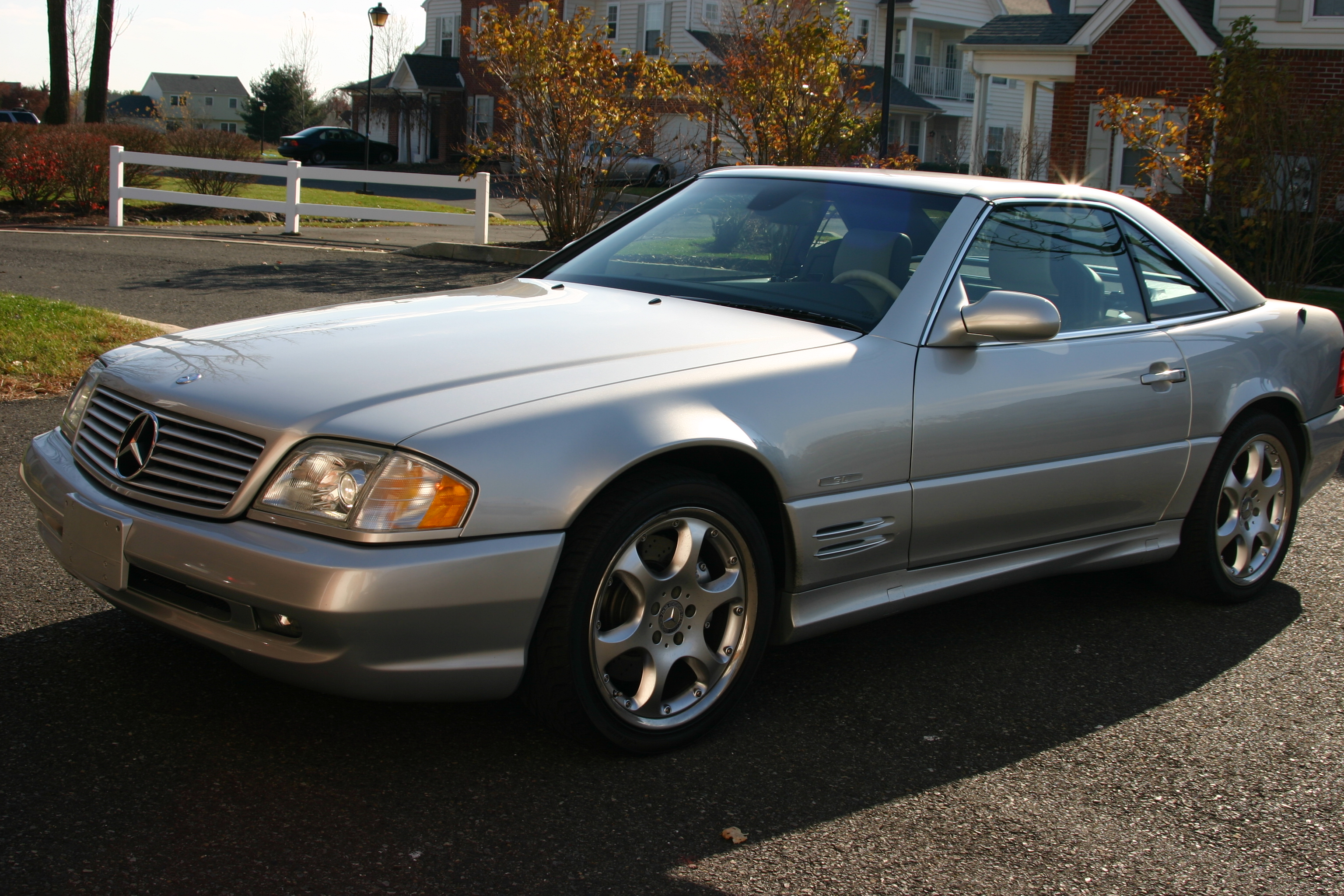
SL500, специальное издание Silver Arrow

За время производства родстера R129 были представлены следующие специальные издания:
- 40th Anniversary Roadster Edition (США, 1997 год, 750 единиц)
- Designo MB UK (Великобритания, 1998 год, 150 единиц)
- Designo MB Japan (Япония, 1998 год, 67 единиц)
- Special Edition (1998 год, 500 единиц)
- SL Edition (2000 год, 708 единиц)
- Designo Vintage Edition UK (Великобритания, 2000, 49 единиц, модели SL280 и SL320)
- Designo Heritage Edition UK (Великобритания, 2000, 49 единиц, модели SL280 и SL320)
- Formula One Edition (2000 год, 20 единиц на базе SL500)
- Silver Arrow Edition USA (США, 2001, 1515 единиц модели SL500, 100 — SL600)
- Silver Arrow Edition UK (Великобритания, 2001 год, 100 единиц на базе SL500)

## Внимание в СМИ

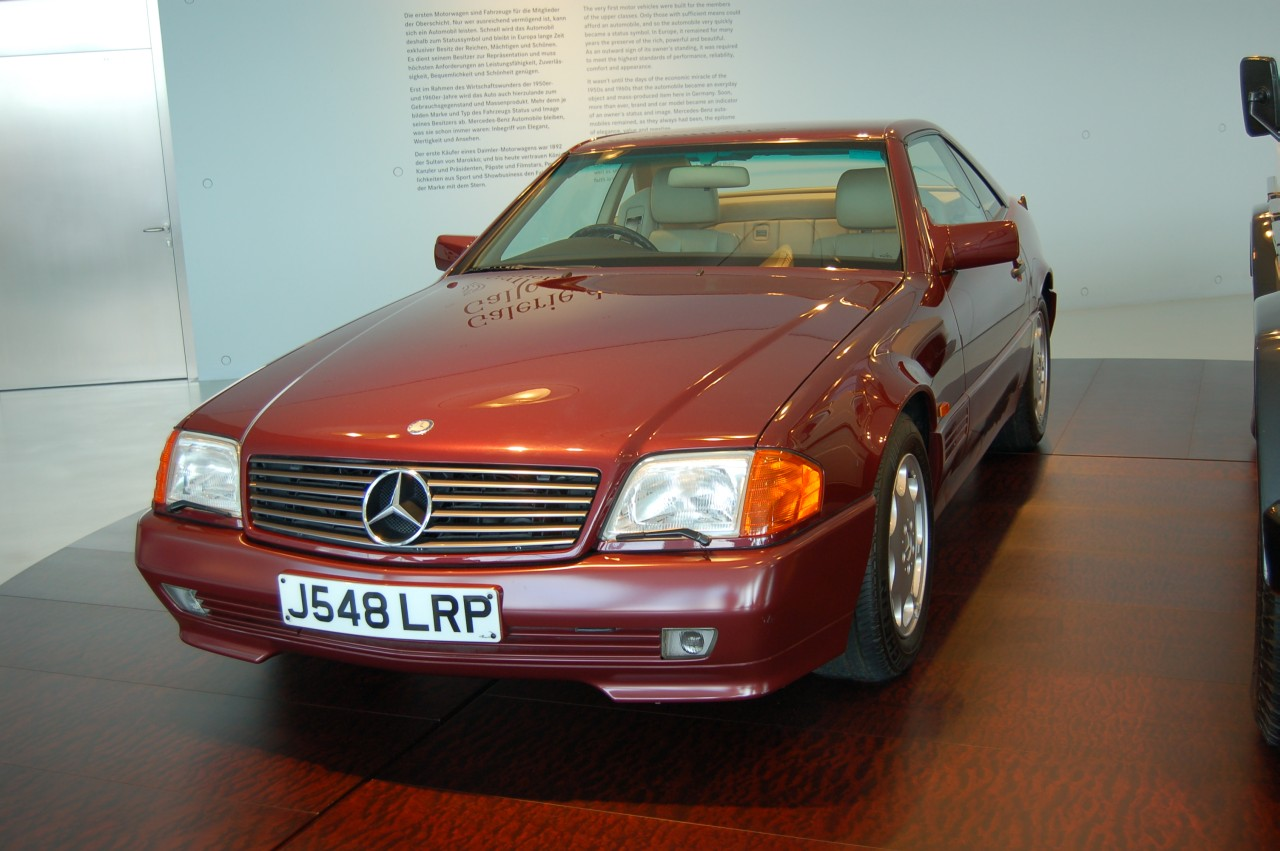
SL500, автомобиль принцессы Дианы

Автомобиль Mercedes-Benz R129 стал объектом пристального внимания средств массовой информации Великобритании и иных стран в 1991 году, когда Диана, принцесса Уэльская, продала свой Jaguar XJS, а вместо него купила двухместный родстер 500 SL цвета красный металлик. Диана стала первым членом королевской семьи, который использовал иностранный автомобиль. Букингемский дворец заявил, что новый автомобиль обошёлся принцессе в $130,000 и будет применяться "для личного пользования". 
В конечном итоге под давлением СМИ в 1992 году принцесса Диана вернула автомобиль компании Mercedes-Benz. В настоящее время красный SL500 можно найти в музее Mercedes-Benz.